# 李梅 (法國外交官)
維克托-加布里埃爾·勒邁爾（法語：Victor-Gabriel Lemaire，法語發音：[viktɔʁ ɡabʁijɛl ləmɛʁ]；1839年6月3日—1907年3月17日），汉名李梅，法国外交官。1855年來到中國，從翻譯員升至領事，歷任法國駐福州、廣州、香港領事館領事、署理法國駐上海總領事。1884年，任駐上海總領事。1865年，任上海法租界公董局董事。1887年，任法國駐華公使。現今上海望亭路，原名李梅路，即以他命名。